# Коверское
Коверское (тат. Курски) — деревня в Касимовском районе Рязанской области. Входит в состав Дмитриевского сельского поселения. В настоящее время нежилая. Относилось к группе кара аймак поселений касимовских татар.

## История
По дореволюционному административному делению село Коверское относилось к Татарской волости Касимовского уезда Рязанской губернии. Население в 1862 г. составляло 220 чел.

## Население
| 1859 | 1906 | 2010 |
| ---- | ---- | ---- |
| 220  | ↗372 | ↘0   |

## Ислам
В 1862 году в селе уже была мечеть. В конце XIX века число прихожан составляло 125 человек.